# Mistrovství světa v ledním hokeji 1954

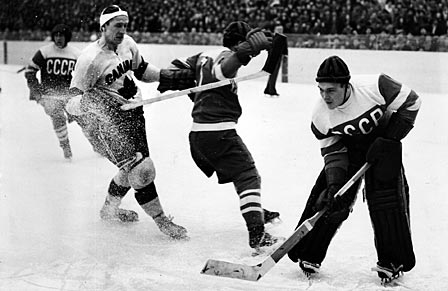
SSSR – Kanada 7:2

21. mistrovství světa  a 32. mistrovství Evropy v ledním hokeji probíhalo ve dnech 26. února – 7. března 1954 ve švédském Stockholmu. Na turnaj se přihlásilo 8 mužstev. Hrálo se jednokolově systémem každý s každým. Překvapením byla zlatá medaile SSSR už při jeho první účasti na MS.

## Výsledky a tabulky
| 21. | Mistrovství světa | URS | CAN  | SWE  | TCH  | GER | FIN  | SUI | NOR  | V | R | P | Skóre | B  |
| 1.  | SSSR              | *** | 7:2  | 1:1  | 5:2  | 6:2 | 7:1  | 4:2 | 7:0  | 6 | 1 | 0 | 37:10 | 13 |
| 2.  | Kanada            | 2:7 | ***  | 8:0  | 5:2  | 8:1 | 20:1 | 8:1 | 8:0  | 6 | 0 | 1 | 59:12 | 12 |
| 3.  | Švédsko           | 1:1 | 0:8  | ***  | 4:2  | 4:0 | 5:3  | 6:3 | 10:1 | 5 | 1 | 1 | 30:18 | 11 |
| 4.  | ČSR               | 2:5 | 2:5  | 2:4  | ***  | 9:4 | 12:1 | 7:1 | 7:1  | 4 | 0 | 3 | 41:21 | 8  |
| 5.  | Německo           | 2:6 | 1:8  | 0:4  | 4:9  | *** | 5:1  | 3:3 | 7:1  | 2 | 1 | 4 | 22:32 | 5  |
| 6.  | Finsko            | 1:7 | 1:20 | 3:5  | 1:12 | 1:5 | ***  | 3:3 | 2:0  | 1 | 1 | 5 | 12:52 | 3  |
| 7.  | Švýcarsko         | 2:4 | 1:8  | 3:6  | 1:7  | 3:3 | 3:3  | *** | 2:3  | 0 | 2 | 5 | 15:34 | 2  |
| 8.  | Norsko            | 0:7 | 0:8  | 1:10 | 1:7  | 1:7 | 0:2  | 3:2 | ***  | 1 | 0 | 6 | 6:43  | 2  |

| 32. | Mistrovství Evropy |
| 1.  | SSSR               |
| 2.  | Švédsko            |
| 3.  | ČSR                |
| 4.  | Německo            |
| 5.  | Finsko             |
| 6.  | Švýcarsko          |
| 7.  | Norsko             |

- Titul mistra Evropy do 1970 získalo evr. mužstvo, které se umístilo nejlépe v konečné tabulce MS.

 Československo –  Švýcarsko	7:1	(3:1, 1:0, 3:0)
26. února 1954 (13:00) – Stockholm (Olympiastadion)

Branky Československa: 6:18 Miroslav Rejman, 9:08 Vlastimil Bubník, 16:38 Miloslav Pospíšil, 25:33 Vlastimil Bubník, 41. Vladimír Zábrodský, 43:23 Vlastimil Bubník, 49:42 Bronislav Danda.

Branky Švýcarska: 13:08 Ulrich Poltera.

Rozhodčí: Gösta Ahlin (SWE), Alf Axberg (SWE)

Vyloučení: 0:3 (2:0)

Diváků: 3 000
ČSR: Jiří Kolouch – Václav Bubník, Karel Gut, Stanislav Bacílek, Miroslav Nový – Vlastimil Bubník, Bronislav Danda, Miloslav Charouzd – Miroslav Rejman, Václav Pantůček, Jiří Sekyra – Vlastimil Hajšman, Vladimír Zábrodský, Miroslav Pospíšil.
Švýcarsko: Jean Ayer – Emil Handschin, Willy Stauffer, Jeanpierre Uebersax, Rudolf Keller – Bixio Celio, Ulrich Poltera, Gebhardt Poltera – Franzis Blank, Otto Schläpfer, Walter Keller – Hans Ott, Ladislav Ott, Paul Zimmermann.
  SSSR –  Finsko 7:1 (2:0, 3:1, 2:0)
26. února 1954 (17:00) – Stockholm (Östermalms Idrottsplats)

Branky SSSR: 4:15 Alexandr Uvarov, 14:02 Vsevolod Bobrov, 20:42 Vsevolod Bobrov, 30:25 Jurij Krylov, 31:55 Alexandr Uvarov, 45:10 Valentin Kuzin, 53:18 Alexej Guryšev.

Branky Finska: 28:43 Ossi Kauppi.

Rozhodčí: Gennaro Olivieri (SUI), Marcel Toffel (SUI)

Vyloučení: 0:4

Diváků: 702
SSSR: Grigorij Mkrtyčan - Dmitrij Ukolov, Alfred Kučevskij, Genrich Sidorenkov, Alexandr Vinogradov - Jevgenij Babič, Viktor Šuvalov, Vsevolod Bobrov - Jurij Krylov, Alexandr Uvarov, Valentin Kuzin - Nikolaj Chlystov, Alexej Guryšev, Michail Byčkov.
Finsko: Unto Viitala - Ossi Kauppi, Matti Rintakoski, Panu Ignatius, Matti Lampainen - Yrjö Hakala, Teuvo Takala, Christan Rapp - Lauri Silvan, Erkki Hytönen, Reino Rautanen - Rainer Lindström, Aarne Hiekkaranta, Esko Rekomaa.
  Švédsko –  Norsko 	10:1 (3:0, 4:0, 3:1)
26. února 1954 (21:00) – Stockholm (Olympiastadion)

Branky Švédska: 3. Hans Öberg,  3:25 Stig Tvilling, 13. Sven Tumba Johansson, 20:28 Holger Nurmela, 21:15 Hans Öberg, 30:17 Lars Björn, 34:30 Gösta Johansson, 40:37 Sven Tumba Johansson, 50:23 Hans Öberg, 56:18 Hans Tvilling.

Branky Norska: 56:58 Bjørn Gulbrandsen.

Rozhodčí: Sergej Savin (URS), Nikolaj Kanunnikov (URS)

Diváků: 3 264
Švédsko: Hans Isaksson - Ake Andersson, Göte Almqvist, Sven Thunamn, Lars Björn - Göte Blomqvist, Stig Carlsson, Erik Johansson - Stig Tvilling, Hans Tvilling, Gösta Johansson - Holger Nurmela, Sven Tumba Johansson, Hans Öberg.
Norsko: Artur Kristiansen - Roar Bakke, Knut Blomberg, Per Voight, Arne Berg - Leif Solheim, Øyvind Solheim, Egil Bjerklund - Jan Erik Adolfsen, Ragnar Rygel, Bjørn Gulbrandsen - Svein Adolfsen, Fim Gundersen, Kjell Kristiansen.
  Československo –  SRN 	9:4	(2:0, 4:0, 3:4)
27. února 1954 (13:00) – Stockholm (Olympiastadion)

Branky Československa: 5:50 Vladimír Zábrodský, 11:45 Vlastimil Bubník, 20:10 Bronislav Danda, 21:32 Vlastimil Bubník, 27:52 Vlastimil Bubník, 37:20 Miroslav Nový, 41. Bronislav Danda, 46:35 Bronislav Danda, 59:47 Vladimír Zábrodský

Branky SRN: 45:19 Toni Biersack, 51:30 Markus Egen, 54:10 Fritz Poitsch, 57:34 Toni Biersack.

Rozhodčí: Gösta Ahlin (SWE), Tore Johannessen (NOR)

Vyloučení: 5:5 (2:0)

Diváků: 3 083
ČSR: Jan Richter – Václav Bubník, Karel Gut, Miroslav Nový, Stanislav Bacílek – Vlastimil Bubník, Bronislav Danda, Miloslav Charouzd – Miroslav Rejman, Václav Pantůček, Jiří Sekyra – Vlastimil Hajšman, Vladimír Zábrodský, Miroslav Pospíšil.
Německo: Richard Wörschauer – Toni Biersack, Bruno Guttowski, Martin Beck, Ernst Eggenbauer – Xaver Unsinn, Markus Egen, Josef Huber – Rudolf Weide, Fritz Poitsch, Günther Jochems – Kurt Sepp, Jakob Probst, Hans Rampf.
  SSSR –  Norsko	7:0 (2:0, 4:0, 1:0)
27. února 1954 (17:00) – Stockholm (Östermalms Idrottsplats)

Branky SSSR: 12:47 Alexandr Komarov, 19:27 Dmitrij Ukolov, 22:46 Dmitrij Ukolov, 33:20 Dmitrij Ukolov, 33:55 Alexej Guryšev, 34:14 Viktor Šuvalov, 45:11 Alfred Kučevskij.

Rozhodčí: Stig Alander (FIN), Marcel Toffel (SUI)

Vyloučení: 4:2 (3:0)

Diváků: 2 115
SSSR: Nikolaj Pučkov - Genrich Sidorenkov, Alexandr Vinogradov, Dmitrij Ukolov, Alfred Kučevskij - Jevgenij Babič, Viktor Šuvalov, Vsevolod Bobrov - Jurij Krylov, Alexandr Uvarov, Valentin Kuzin - Michail Byčkov, Alexej Guryšev, Alexandr Komarov.
Norsko: Artur Kristiansen - Roar Bakke, Knut Blomberg, Per Voight, Arne Berg - Leif Solheim, Øyvind Solheim, Egil Bjerklund - Jan Erik Adolfsen, Ragnar Rygel, Bjørn Gulbrandsen - Svein Adolfsen, Fim Gundersen, Kjell Kristiansen.
  Kanada –  Švýcarsko	8:1 (3:0, 2:0, 3:1)
27. února 1954 (21:00) – Stockholm (Olympiastadion)

Branky Kanady: 1:12 Eric Unger, 11:43 Norman Gray, 17:09 Robert Kennedy, 21:50 William Shill, 35:53 Norman Gray, 44:12 Eric Unger, 52:13 Maurice Galand, 59:03 Eric Unger.

Branky Švýcarska: 55:12 Otto Schläpfer.

Rozhodčí: Alf Axberg (SWE), Ladislav Tencza (TCH)

Diváků: 1 387
Kanada: Don Lockhardt - Russel Robertson, Douglas Chapman, Harold Fiskari, Tom Jamieson - Earl Clements, Norman Gray, Maurice Galand - John Scott, Robert Kennedy, John Petro - William Sluce, Eric Unger, William Shill.
Švýcarsko: Martin Riessen - Emil Handschin, Paul Hofer, Rudolf Keller, Jeanpierre Uebersax - Gebhardt Poltera, Ulrich Poltera, Hans Ott - Franzis Blank, Otto Schläpfer, Paul Zimmermann - Ladislav Ott, Michael Wehrli, Walter Keller.
  Švédsko –  Finsko 5:3 (0:0, 2:2, 3:1)
28. února 1954 (13:00) – Stockholm (Olympiastadion)

Branky Švédska: 26:15 Hans Tvilling, 35:16 Stig Carlsson, 49:02 Stig Tvilling, 56:55 Holger Nurmela, 58:25 Stig Tvilling.

Branky Finska: 27:30 Teuvo Takala, 39:55 Teuvo Takala, 43:40 Rainer Lindström.

Rozhodčí: Toni Neumayer (GER), Hans Unger (GER)

Diváků: 2 120
Švédsko: Hans Isaksson - Ake Andersson, Göte Almqvist, Sven Thunamn, Lars Björn - Göte Blomqvist, Stig Carlsson, Erik Johansson - Stig Tvilling, Hans Tvilling, Gösta Johansson - Holger Nurmela, Sven Tumba Johansson, Hans Öberg.
Finsko: Unto Viitala - Ossi Kauppi, Matti Rintakoski, Panu Ignatius, Olli Knuutinen - Yrjö Hakala, Teuvo Takala, Christan Rapp - Rainer Lindström, Esko Rekomaa, Aarne Hiekkaranta - Reino Rautanen, Erkki Hytönen, Matti Lampainen.
  Kanada –  Norsko 	8:0 (4:0, 2:0, 2:0)
28. února 1954 (17:00) – Stockholm (Östermalms Idrottsplats)

Branky Kanady: 2:50 Norman Gray, 11:35 John Petro, 12:13 Robert Kennedy, 17:38 Maurice Galand, 22:35 Eric Unger, 28:10 Eric Unger, 51. William Sluce, 57:55 William Sluce.

Rozhodčí: Václav Beránek (TCH), Hans Unger (SUI)
Kanada: Don Lockhardt -  Douglas Chapman, Thomas Campbell, Harold Fiskari, Tom Jamieson - Earl Clements, Norman Gray, Maurice Galand - John Scott, Robert Kennedy, John Petro - William Sluce, Eric Unger, William Shill.
Norsko: Artur Kristiansen - Roar Bakke, Knut Blomberg, Per Voight, Arne Berg - Leif Solheim, Øyvind Solheim, Egil Bjerklund - Jan Erik Adolfsen, Ragnar Rygel, Bjørn Gulbrandsen - Svein Adolfsen, Fim Gundersen, Kjell Kristiansen.
 Švýcarsko – SRN 	3:3 (2:3, 1:0, 0:0)
28. února 1954 (21:00) – Stockholm (Olympiastadion)

Branky Švýcarska: 10:40 Paul Zimmermann, 14:26 Emil Handschin, 24:57 Otto Schläpfer.

Branky SRN: 14:54 Markus Egen, 18:37 Markus Egen, 19:06 Rudolf Weide.

Rozhodčí: Gösta Ahlin (SWE), Alf Axberg (SWE)

Diváků: 500
Švýcarsko:  Jean Ayer - Emil Handschin, Paul Hofer, Jeanpierre Uebersax, Willy Stauffer - Bixio Celio, Gebhardt Poltera, Ulrich Poltera - Franzis Blank, Otto Schläpfer, Paul Zimmermann - Hans Ott, Ladislav Ott, Walter Keller.
Německo:  Ulrich Jansen – Toni Biersack, Bruno Guttowski, Martin Beck, Ernst Eggenbauer – Xaver Unsinn, Markus Egen, Josef Huber – Rudolf Weide, Fritz Poitsch, Günther Jochems – Fritz Kleber, Kurt Sepp, Hans Rampf.
  Československo –  Finsko 12:1	(3:0, 4:1, 5:0)
1. března 1954 (13:00) – Stockholm (Olympiastadion)

Branky Československa: 7:12 Vlastimil Bubník, 12:24 Václav Bubník, 18:14 Miloslav Charouzd, 28:08 Bronislav Danda, 28:52 Vlastimil Bubník, 31:11 Milan Vidlák, 32:17 Vlastimil Hajšman, 44:12 Václav Pantůček, 45:54 Karel Gut, 50:50 Miloslav Charouzd, 52:40 Václav Pantůček, 56:30 Miloslav Pospíšil.

Branky Finska: 34:07 Esko Rekomaa.

Rozhodčí: Hans Unger (GER), Toni Neumayer (GER)

Vyloučení: 1:2 (0:0)

Diváků: 3 182
ČSR: Jiří Kolouch – Václav Bubník, Karel Gut, Miloslav Ošmera, Miroslav Nový – Vlastimil Bubník, Bronislav Danda, Miloslav Charouzd – Miroslav Rejman, Václav Pantůček, Milan Vidlák – Vlastimil Hajšman, Vladimír Zábrodský, Miroslav Pospíšil.
Finsko: Esko Niemi – Ossi Kauppi, Olli Knuutinen, Matti Lampainen, Panu Ignatius – Teppo Rastio, Teuvo Takala, Christan Rapp – Esko Rekomaa, Rainer Lindström, Aarne Hiekkaranta – Reino Rautanen, Lauri Silvan, Erkki Hytönen.
  SSSR –  SRN 	6:2 (1:0, 1:1, 4:1)
1. března 1954 (17:00) – Stockholm (Östermalms Idrottsplats)

Branky SSSR: 9:53 Jurij Krylov, 31:36 Alexej Guryšev, 43:54 Alfred Kučevskij, 45:57 Alexej Guryšev, 46:40 Viktor Šuvalov, 53:54 Jurij Krylov.

Branky SRN: 36:12 Markus Egen, 52:14 Markus Egen.

Rozhodčí: Gösta Ahlin (SWE), Gennaro Olivieri (SUI)

Diváků: 2 904
SSSR: Grigorij Mkrtyčan - Alexandr Vinogradov, Pavel Žiburtovič, Dmitrij Ukolov, Alfred Kučevskij - Alexandr Komarov, Viktor Šuvalov, Vsevolod Bobrov - Valentin Kuzin, Alexandr Uvarov, Jurij Krylov - Nikolaj Chlystov, Alexej Guryšev, Michail Byčkov, 
Německo:  Ulrich Jansen – Toni Biersack, Bruno Guttowski, Martin Beck, Ernst Eggenbauer – Fritz Kleber, Markus Egen, Josef Huber – Karl Enzler, Fritz Poitsch, Günther Jochems – Kurt Sepp, Xaver Unsinn, Rudolf Weide.
  Kanada –  Švédsko 	8:0 (3:0, 3:0, 2:0)
1. března 1954 (21:00) – Stockholm (Olympiastadion)

Branky Kanady: 5:17 Robert Kennedy, 9:40 Maurice Galand, 11:04 John Petro, 23:53 Earl Clements, 26:37 Eric Unger, 27:38 Robert Kennedy, 43:30 Norman Gray, 47:14 Maurice Galand.

Rozhodčí: Marcel Toffel (SUI), Tore Johanessen (NOR)

Vyloučení: 7:2 (0:0)

Diváků: 16 542
Kanada: Don Lockhardt - Douglas Chapman, Thomas Campbell, Harold Fiskari, Tom Jamieson - Eric Unger, William Shill, William Sluce - Norman Gray, Maurice Galand, Earl Clements - Russel Robertson, John Petro, Robert Kennedy.
Švédsko: Hans Isaksson - Ake Andersson, Göte Almqvist, Sven Thunamn, Lars Björn - Åke Lassas, Stig Carlsson, Erik Johansson - Rolf Petersson, Stig Tvilling, Hans Tvilling - Holger Nurmela, Sven Tumba Johansson, Hans Öberg.
  Finsko –  Norsko 	2:0 (0:0, 1:0, 1:0)
2. března 1954 (13:00) – Stockholm (Östermalms Idrottsplats)

Branky Finska: 33:26 Esko Rekomaa, 53:27 Lauri Silvan.

Rozhodčí: Václav Beránek (TCH), Ladislav Tencza (TCH)

Vyloučení: 2:5

Diváků: 1 728
Finsko: Unto Viitala – Matti Rintakoski, Ossi Kauppi, Panu Ignatius, Matti Lampainen - Yrjö Hakala, Teuvo Takala, Christan Rapp – Lauri Silvan, Teppo Rastio, Olli Knuutinen - Aarne Hiekkaranta, Esko Rekomaa, Rainer Lindström.
Norsko: Artur Kristiansen - Svere Gulbrandsen, Egil Bjerklund, Roar Bakke, Knut Blomberg - Leif Solheim, Øyvind Solheim, Per Voight - Ragnar Rygel, Bjørn Gulbrandsen, Arne Berg - Fim Gundersen, Svein Adolfsen, Kjell Kristiansen.
  Československo –  SSSR 	2:5	(1:1, 1:2, 0:2)
2. března 1954 (17:00) – Stockholm (Olympiastadion)

Branky Československa: 13:44 Milan Vidlák, 27:44 Vlastimil Bubník.

Branky SSSR: 15:03 Vsevolod Bobrov, 31:30 Viktor Šuvalov, 36:36 Michail Byčkov, 54:21 Vsevolod Bobrov, 58:10 Vsevolod Bobrov.

Rozhodčí: Gennaro Olivieri (SUI), Marcel Toffel (SUI)

Vyloučení: 3:2 (0:0)

Diváků: 9 500
ČSR: Jiří Kolouch – Václav Bubník, Karel Gut, Miroslav Nový, Stanislav Bacílek – Vlastimil Bubník, Bronislav Danda, Miloslav Charouzd – Miroslav Rejman, Václav Pantůček, Milan Vidlák – Vlastimil Hajšman, Vladimír Zábrodský, Miroslav Pospíšil.
SSSR: Grigorij Mkrtyčan (28. Nikolaj Pučkov) – Pavel Žiburtovič, Alexandr Vinogradov, Alfred Kučevskij, Dmitrij Ukolov – Jevgenij Babič, Viktor Šuvalov, Vsevolod Bobrov – Jurij Krylov, Alexandr Uvarov, Valentin Kuzin – Michail Byčkov, Alexej Guryšev, Nikolaj Chlystov.
  Švédsko –  Švýcarsko	6:3 (3:1, 3:2, 0:0)
2. března 1954 (21:00) – Stockholm (Olympiastadion)

Branky Švédska: 7:21 Sven Tumba Johansson, 10:27 Stig Carlsson, 16:50 Sven Tumba Johansson, 27:10 Gösta Johansson, 37:23 Holger Nurmela, 39:43 Hans Tvilling

Branky Švýcarska: 15:03 Gebhardt Poltera, 23:25 Franzis Blank, 30:58 Hans Ott.

Rozhodčí: Sergej Savin (URS), Nikolaj Kanunnikov (URS)

Diváků: 3 406
Švédsko: Hans Isaksson - Ake Andersson, Åke Lassas, Sven Thunamn, Lars Björn - Rolf Petersson, Gösta Johansson, Hans Öberg - Holger Nurmela, Stig Carlsson, Erik Johansson - Stig Tvilling, Hans Tvilling, Sven Tumba Johansson.
Švýcarsko: Jean Ayer - Emil Handschin, Paul Hofer, Jeanpierre Uebersax, Willy Stauffer - Bixio Celio, Gebhardt Poltera, Ulrich Poltera - Walter Keller, Otto Schläpfer, Franzis Blank - Paul Zimmermann, Hans Ott, Ladislav Ott.
  Československo –  Norsko 	7:1	(4:0, 0:0, 3:1)
3. března 1954 (13:00) – Stockholm (Olympiastadion)

Branky Československa: 1:40 Vlastimil Bubník, 4:06 Václav Pantůček, 16:02 Bronislav Danda, 18:47 Vlastimil Bubník, 49:57 Stanislav Bacílek, 57:47 Bronislav Danda, 58:21 Miloslav Pospíšil.

Branky Norska: 41:03 Roar Bakke.

Rozhodčí: Stig Alander (FIN), Alf Axberg (SWE)

Vyloučení: 3:1 (0:1, 1:0)

Diváků: 3 827
ČSR: Jan Richter – Václav Bubník, Karel Gut, Stanislav Bacílek, Miloslav Ošmera – Vlastimil Bubník, Bronislav Danda, Miloslav Charouzd – Miroslav Rejman, Václav Pantůček, Milan Vidlák – Vlastimil Hajšman, Vladimír Zábrodský, Miroslav Pospíšil
Norsko: Artur Kristiansen – Arne Berg, Per Voight, Roar Bakke, Knut Blomberg – Leif Solheim, Øyvind Solheim, Egil Bjerklund – Bjørn Gulbrandsen, Ragnar Rygel, Fim Gundersen – Svere Gulbrandsen, Svein Adolfsen, Kjell Kristiansen.
  Kanada –  SRN 	8:1 (2:0, 2:0, 4:1)
3. března 1954 (17:00) – Stockholm (Östermalms Idrottsplats)

Branky Kanady: 14:17 Robert Kennedy, 17:50 Maurice Galand, 20:44 John Petro, 25. Maurice Galand, 41:15 Maurice Galand, 45:01 Russel Robertson, 55:36 William Shill, 56:51  John Petro.

Branky SRN: 42:10 Xaver Unsinn.

Rozhodčí: Ladislav Tencza (TCH), Tore Johannessen (NOR)

Diváků: 2 580
Kanada: Don Lockhardt - Thomas Campbell, Russel Robertson, George Sayliss, Tom Jamieson - John Scott, Robert Kennedy, John Petro - William Shill, Eric Unger,  William Sluce - Norman Gray, Maurice Galand, Earl Clements. 
Německo:  Ulrich Jansen – Toni Biersack, Bruno Guttowski, Martin Beck, Ernst Eggenbauer – Fritz Kleber, Markus Egen, Josef Huber – Karl Enzler, Fritz Poitsch, Günther Jochems – Kurt Sepp, Xaver Unsinn, Rudolf Weide.
  SSSR –  Švýcarsko	4:2 (0:0, 2:1, 2:1)
3. března 1954 (21:00) – Stockholm (Olympiastadion)

Branky SSSR: 27:52 Vsevolod Bobrov, 35:01 Vsevolod Bobrov, 53:31 Viktor Šuvalov, 59:10 Jevgenij Babič.

Branky Švýcarska: 30:24 Ulrich Poltera, 57:10 Gebhardt Poltera.

Rozhodčí: Toni Neumayer (GER), Hans Unger (GER)

Diváků: 2 220
SSSR: Nikolaj Pučkov – Pavel Žiburtovič, Genrich Sidorenkov, Alfred Kučevskij, Dmitrij Ukolov – Jevgenij Babič, Viktor Šuvalov, Vsevolod Bobrov – Jurij Krylov, Alexandr Uvarov, Valentin Kuzin – Michail Byčkov, Alexej Guryšev, Nikolaj Chlystov.
Švýcarsko: Martin Riessen - Emil Handschin, Paul Hofer, Jeanpierre Uebersax, Rudolf Keller - Hans Ott, Gebhardt Poltera, Ulrich Poltera - Ladislav Ott, Otto Schläpfer, Franzis Blank - Walter Keller, Paul Zimmermann, Willy Stauffer.
  Kanada –  Finsko 20:1 (7:0, 8:1, 5:0)
4. března 1954 (13:00) – Stockholm (Olympiastadion)

Branky Kanady: 0:45 John Petro, 6:10 Maurice Galand, 7:51 Robert Kennedy, 9:58 Thomas Campbell, 14:22 William Shill, 14:59 William Sluce, 16:10 Maurice Galand, 29:36 William Shill, 29:55 Maurice Galland, 31:10 Norman Gray, 36:51 Maurice Galand, 37:20 Maurice Galand, 38:11 John Petro, 38:35 John Petro, 38:56 John Scott, 43:30 Eric Unger, 47:45 John Petro, 52:58 Maurice Galand, 54:07 Maurice Galand, 59:10 William Shill.

Branky Finska: 21:53 Teuvo Takala.

Rozhodčí: Tore Johannessen (NOR), Alf Axberg (SWE)

Vyloučení: 1:1

Diváků: 7 316
Kanada: Don Lockhardt - Thomas Campbell, Tom Jamieson, George Sayliss - Norman Gray, Maurice Galand, Earl Clements - John Scott, Robert Kennedy, John Petro - William Shill, Eric Unger,  William Sluce.
Finsko: Unto Viitala – Ossi Kauppi, Matti Lampainen, Panu Ignatius, Olli Knuutinen - Yrjö Hakala, Teuvo Takala, Teppo Rastio - Lauri Silvan, Erkki Hytönen, Reino Rautanen - Aarne Hiekkaranta, Esko Rekomaa, Christan Rapp.
  Norsko –  Švýcarsko 3:2 (1:0, 0:1, 2:1)
4. března 1954 (17:00) – Stockholm (Östermalms Idrottsplats)

Branky Norska: 10:37 Per Voight, 49:20 Egil Bjerklund, 50:55 Bjørn Gulbrandsen.

Branky Švýcarska: 33:42 Hans Ott, 45:20 Hans Ott.

Rozhodčí: Ladislav Tencza (TCH), Hans Unger (GER)

Diváků: 440
Norsko: Artur Kristiansen – Roar Bakke, Knut Blomberg, Arne Berg, Per Voight – Leif Solheim, Øyvind Solheim, Egil Bjerklund – Svere Gulbrandsen, Ragnar Rygel, Fim Gundersen – Jan Erik Adolfsen, Svein Adolfsen, Kjell Kristiansen.
Švýcarsko: Jean Ayer - Emil Handschin, Paul Hofer, Jeanpierre Uebersax, Rudolf Keller - Hans Ott, Gebhardt Poltera, Ulrich Poltera - Franzis Blank, Ladislav Ott,  Paul Zimmermann - Otto Schläpfer, Walter Keller.
  Švédsko –  SRN 4:0 (1:0, 3:0, 0:0)
4. března 1954 (21:00) – Stockholm (Olympiastadion)

Branky Švédska: 1:33 Sven Tumba Johansson, 20:25 Holger Nurmela, 29:30 Holger Nurmela, 31:27 Hans Öberg.

Rozhodčí: Gennaro Olivieri (SUI), Marcel Toffel (SUI)

Diváků: 7 290
Švédsko: Hans Isaksson - Göte Almqvist, Åke Lassas, Sven Thunamn, Lars Björn - Rolf Petersson, Sven Tumba Johansson, Hans Öberg - Holger Nurmela, Stig Carlsson, Erik Johansson - Gösta Johansson, Stig Tvilling, Hans Tvilling, 
Německo:  Ulrich Jansen – Toni Biersack, Bruno Guttowski, Martin Beck, Ernst Eggenbauer – Rudolf Weide, Xaver Unsinn, Günther Jochems – Hans Rampf, Josef Huber, Fritz Poitsch - Karl Enzler, Jakob Probst.
 SRN –  Finsko 5:1 (2:0, 1:0, 2:1)
5. března 1954 (13:00) – Stockholm (Östermalms Idrottsplats)

Branky SRN: 8:53 Fritz Poitsch, 12:45 Markus Egen, 21:05 Markus Egen, 54:45 Jakob Probst, 58:58 Karl Enzler.

Branky Finska: 56:48 Esko Rekomaa.

Rozhodčí: Sergej Savin (URS), Nikolaj Kanunnikov (URS)

Diváků: 5 000
Německo:  Ulrich Jansen – Toni Biersack, Bruno Guttowski, Martin Beck, Ernst Eggenbauer - Josef Huber, Markus Egen, Xaver Unsinn - Günther Jochems, Fritz Poitsch, Karl Enzler - Hans Rampf, Jakob Probst, Kurt Sepp.
Finsko: Unto Viitala – Ossi Kauppi, Matti Rintakoski, Matti Lampainen, Panu Ignatius - Yrjö Hakala, Teuvo Takala, Christan Rapp - Lauri Silvan, Teppo Rastio, Rainer Lindström - Aarne Hiekkaranta, Esko Rekomaa, Erkki Hytönen.
  Československo –  Kanada 	2:5	(1:3, 1:0, 0:2)
5. března 1954 (17:00) – Stockholm (Olympiastadion)

Branky Československa: 9. Stanislav Bacílek, 27:48 Vladimír Zábrodský

Branky Kanady: 7:10 Earl Clements, 17:56 George Sayliss, 19:05 Maurice Galand, 41:23 Russel Robertson, 48:25 Eric Unger.

Rozhodčí: Gösta Ahlin (SWE), Alf Axberg (SWE)

Vyloučení: 3:4 (0:1)

Diváků: 10 800
ČSR: Jan Richter (21. Jiří Kolouch) – Václav Bubník, Karel Gut, Miroslav Nový, Miloslav Ošmera – Vlastimil Bubník, Bronislav Danda, Miloslav Charouzd – Miroslav Rejman, Václav Pantůček, Milan Vidlák – Stanislav Bacílek, Vladimír Zábrodský, Miroslav Pospíšil.
Kanada: Don Lockhardt – Russel Robertson, Thomas Campbell, George Sayliss, Tom Jamieson – Maurice Galand, Norman Gray, Earl Clements – John Scott, Robert Kennedy, John Petro – William Shill, Eric Unger, William Sluce.
  SSSR –  Švédsko 	1:1 (0:0, 0:0, 1:1)
5. března 1954 (21:00) – Stockholm (Olympiastadion)

Branky SSSR: 54:18 Viktor Šuvalov.

Branky Švédska: 41:03 Gösta Johansson.

Rozhodčí: Gennaro Olivieri (SUI), Marcel Toffel (SUI)

Vyloučení: 2:3 (0:0)

Diváků: 16 756
SSSR: Nikolaj Pučkov – Pavel Žiburtovič, Alexandr Vinogradov, Alfred Kučevskij, Dmitrij Ukolov – Jevgenij Babič, Viktor Šuvalov, Vsevolod Bobrov – Jurij Krylov, Alexandr Uvarov, Alexandr Komarov – Michail Byčkov, Alexej Guryšev, Nikolaj Chlystov.
Švédsko: Hans Isaksson – Åke Lassas,  Göte Almqvist, Sven Thunamn, Lars Björn – Hans Öberg, Sven Tumba Johansson, Rolf Petersson – Holger Nurmela, Stig Carlsson, Erik Johansson – Hans Tvilling, Stig Tvilling, Gösta Johansson.
  Finsko –  Švýcarsko	3:3 (1:1, 2:0, 0:2)
6. března 1954 (13:00) – Stockholm (Östermalms Idrottsplats)

Branky Finska: 11:20 Christan Rapp, 56:41 Christan Rapp, 19:50 Esko Rekomaa.

Branky Švýcarska: 14:11 Franzis Blank, 26:52 Emil Handschin, 34:10 Paul Zimmermann.

Rozhodčí: Sergej Savin (URS), Nikolaj Kanunnikov (URS)

Diváků: 1 440
Finsko: Unto Viitala – Ossi Kauppi, Matti Rintakoski, Matti Lampainen, Panu Ignatius - Yrjö Hakala, Teuvo Takala, Christan Rapp - Erkki Hytönen, Teppo Rastio, Lauri Silvan - Esko Rekomaa, Aarne Hiekkaranta, Olli Knuutinen.
Švýcarsko: Martin Riessen - Emil Handschin, Willy Stauffer, Jeanpierre Uebersax, Rudolf Keller - Hans Ott, Gebhardt Poltera, Ulrich Poltera - Franzis Blank, Otto Schläpfer, Paul Zimmermann - Paul Hofer, Ladislav Ott.
  Československo –  Švédsko 2:4 (2:1, 0:2, 0:1)
6. března 1954 (17:00) – Stockholm (Olympiastadion)

Branky Československa: 0:43 Bronislav Danda, 4:53 Miloslav Pospíšil.

Branky Švédska: 13:38 Sven Tumba Johansson, 29:48 Hans Öberg, 30:15 Sven Tumba Johansson, 44:35 Holger Nurmela.

Rozhodčí: Gennaro Olivieri (SUI), Marcel Toffel (SUI)

Vyloučení: 1:1 (0:0)

Diváků: 15 254
ČSR: Jiří Kolouch – Václav Bubník, Karel Gut, Miroslav Nový, Miloslav Ošmera – Vlastimil Bubník, Bronislav Danda, Miloslav Charouzd – Miroslav Rejman, Vlastimil Hajšman, Milan Vidlák – Stanislav Bacílek, Vladimír Zábrodský, Miroslav Pospíšil.
Švédsko: Hans Isaksson – Ake Lassas, Göte Almqvist, Sven Thunamn, Lars Björn – Hans Öberg, Sven Tumba Johansson, Rolf Petersson – Holger Nurmela, Stig Carlsson, Erik Johansson – Stig Tvilling, Hans Tvilling, Gösta Johansson.
  SRN –  Norsko 7:1 (3:0, 2:0, 2:1)
7. března 1954 (9:45) – Stockholm (Östermalms Idrottsplats)

Branky SRN: 7:40 Markus Egen, 15:29 Günther Jochems, 19:30 Markus Egen, 25:26 Toni Biersack, 27:35 Jakob Probst, 46:01 Markus Egen, 59:44 Kurt Sepp.

Branky Norska: 48. Roar Bakke (vlastní Ernsta Eggenbauera).

Rozhodčí: Sergej Savin (URS), Nikolaj Kanunnikov (URS)

Diváků: 3 500
Německo:  Ulrich Jansen – Toni Biersack, Ernst Eggenbauer, Bruno Guttowski, Martin Beck - Kurt Sepp, Xaver Unsinn, Rudolf Weide - Günther Jochems, Fritz Poitsch, Karl Enzler - Fritz Kleber, Josef Huber, Markus Egen.
Norsko: Artur Kristiansen – Roar Bakke, Knut Blomberg, Arne Berg, Per Voight – Leif Solheim, Øyvind Solheim, Egil Bjerklund – Svere Gulbrandsen, Ragnar Rygel, Fim Gundersen – Kjell Kristiansen, Fim Gundersen.
 SSSR –  Kanada 	7:2 (4:0, 3:1, 0:1)
7. března 1954 (15:00) – Stockholm (Olympiastadion)

Branky SSSR: 5:25 Alexej Guryšev, 15:29 Viktor Šuvalov, 17:20 Vsevolod Bobrov, 19:37 Michail Byčkov, 30:36 Viktor Šuvalov, 32:30 Valentin Kuzin, 37:37 Alfred Kučevskij.

Branky Kanady: 23:48 Maurice Galand, 47:23 William Shill.

Rozhodčí: Gennaro Olivieri (SUI), Marcel Toffel (SUI)

Vyloučení: 2:6 (2:0)

Diváků: 16 726
Kanada: Don Lockhardt – Russel Robertson, Thomas Campbell, George Sayliss, Tom Jamieson – Maurice Galand, Norman Gray, Earl Clements – John Scott, Robert Kennedy, John Petro – William Shill, Eric Unger, William Sluce.
SSSR: Nikolaj Pučkov – Pavel Žiburtovič, Alexandr Vinogradov, Alfred Kučevskij, Dmitrij Ukolov – Jevgenij Babič, Viktor Šuvalov, Vsevolod Bobrov – Jurij Krylov, Alexandr Uvarov, Valentin Kuzin – Michail Byčkov, Alexej Guryšev, Nikolaj Chlystov.

## Statistiky

### Nejlepší hráči podle direktoriátu IIHF
| Brankář | Don Lockhardt   |
| Obránce | Lars Björn      |
| Útočník | Vsevolod Bobrov |

### Kanadské bodování (neoficiální)
| Poř. | Kanadské bodování    | Branky | Přihrávky | Body |
| ---- | -------------------- | ------ | --------- | ---- |
| 1.   | Maurice Galland      | 16     | 4         | 20   |
| 2.   | Eric Unger           | 8      | 10        | 18   |
| 3.   | Vlastimil Bubník     | 11     | 4         | 15   |
| 4.   | Bronislav Danda      | 8      | 5         | 13   |
| 5.   | Markus Egen          | 10     | 0         | 10   |
| 6.   | John Petro           | 8      | 2         | 10   |
| 7.   | Vsevolod Bobrov      | 8      | 1         | 9    |
| 8.   | Sven Tumba Johansson | 7      | 2         | 9    |
| 9.   | Bill Shill           | 6      | 3         | 9    |
| 10.  | Norm Gray            | 5      | 4         | 9    |

### Nejlepší střelci
| Poř. | Nejlepší střelci | Branky |
| ---- | ---------------- | ------ |
| 1.   | Maurice Galand   | 16     |
| 2.   | Vlastimil Bubník | 11     |
| 3.   | Markus Egen      | 10     |
| 4.   | Bronislav Danda  | 8      |
| 4.   | Vsevolod Bobrov  | 8      |
| 4.   | Eric Unger       | 8      |
| 4.   | John Petro       | 8      |

### Soupiska SSSR
SSSR

Brankáři: Nikolaj Pučkov, Grigorij Mkrtyčan.

Obránci: Pavel Žiburtovič, Dmitrij Ukolov, Alfred Kučevskij, Alexandr Vinogradov, Genrich Sidorenkov.

Útočníci: Vsevolod Bobrov, Viktor Šuvalov, Jevgenij Babič, Jurij Krylov, Alexandr Uvarov, Valentin Kuzin, Michail Byčkov, Alexej Guryšev, Nikolaj Chlystov, Alexandr Komarov.

Trenér: Arkadij Černyšov.

### Soupiska Kanady
Kanada (Lyndhurst Motors)

Brankáři: Don Lockhardt, Gavin Linsday.

Obránci: Russel Robertson, Harold Fiskari, Douglas Chapman, Thomas Campbell, Tom Jamieson.

Útočníci: William Shill, Eric Unger, William Sluce, Maurice Galand, Norman Gray, Earl Clements, John Scott, Robert Kennedy, John Petro a George Sayliss.

Trenér: Gregory Currie.

### Soupiska Švédska
Švédsko

Brankáři: Hans Isaksson, Tord Flodqvist.

Obránci: Ake Andersson, Göte Almqvist, Ake Lassas, Sven Thunamn, Lars Björn.

Útočníci: Holger Nurmela, Stig Carlsson, Erik Johansson, Stig Tvilling, Gösta Johansson, Rolf Petersson, Sven Tumba Johansson, Hans Öberg, Göte Blomqvist, Åke Lassas.

Trenér: Folke Jansson.

### Soupiska Československa
4.  Československo

Brankáři: Jan Richter, Jiří Kolouch.

Obránci:  – Karel Gut, Václav Bubník, Stanislav Bacílek, Miroslav Nový, Miloslav Ošmera.

Útočníci: Miloslav Charouzd, Bronislav Danda, Vlastimil Bubník, Jiří Sekyra, Václav Pantůček, Miroslav Rejman, Miroslav Pospíšil, Vladimír Zábrodský, Vlastimil Hajšman, Milan Vidlák.

Trenéři: Vladimír Bouzek, Jiří Anton.

### Soupiska SRN
5.  SRN

Brankáři: Ulrich Jansen, Richard Wörschauer.

Obránci: Toni Biersack, Bruno Guttowski, Karl Bierschell, Martin Beck, Ernst Eggenbauer.

Útočníci: Xaver Unsinn, Markus Egen, Josef Huber, Rudolf Weide, Jakob Probst, Günther Jochems, Hans Rampf, Fritz Poitsch, Hans Pescher, Kurt Sepp, Karl Enzler, Fritz Kleber.

Trenér: Frank Trottier.

### Soupiska Finska
6.  Finsko

Brankáři: Unto Viitala, Esko Niemi.

Obránci: Matti Rintakoski, Ossi Kauppi, Matti Lampainen, Panu Ignatius, Olli Knuutinen.

Útočníci: Teppo Rastio, Teuvo Takala, Yrjö Hakala, Christan Rapp, Erkki Hytönen, Rainer Lindström, Reino Rautanen, Esko Rekomaa, Lauri Silvan, Aarne Hiekkaranta.

Trenér: Jarl Ohlson.

### Soupiska Švýcarska
7.  Švýcarsko

Brankáři: Jean Ayer, Martin Riessen.

Obránci: Emil Handschin, Paul Hofer, Rudolf Keller, Jeanpierre Uebersax, Willy Stauffer.

Útočníci: Gebhardt Poltera, Ulrich Poltera, Bixio Celio, Franzis Blank, Otto Schläpfer, Ladislav Ott, Walter Keller, Michael Wehrli, Hans Ott, Paul Zimmermann.

Trenér: Hauser.

### Soupiska Norska
8.  Norsko

Brankáři: Artur Kristiansen, Knut Kristiansen.

Obránci: Roar Bakke, Knut Blomberg, Per Voight, Arne Berg.

Útočníci: Leif Solheim, Øyvind Solheim, Egil Bjerklund, Jan Erik Adolfsen, Ragnar Rygel, Bjørn Gulbrandsen, Svein Adolfsen, Fim Gundersen, Kjell Kristiansen, Svere Gulbrandsen.

Trenér: Carsten Christensen.